# Костёл Святого Варфоломея (Дрогобыч)
Костёл Святого Варфоломея (укр. Костел Святого Апостола Варфоломія) — римско-католический храм в городе Дрогобыче. Образец архитектуры готики и барокко конца XIV—XVI в., историко-архитектурный памятник национального значения.

## История

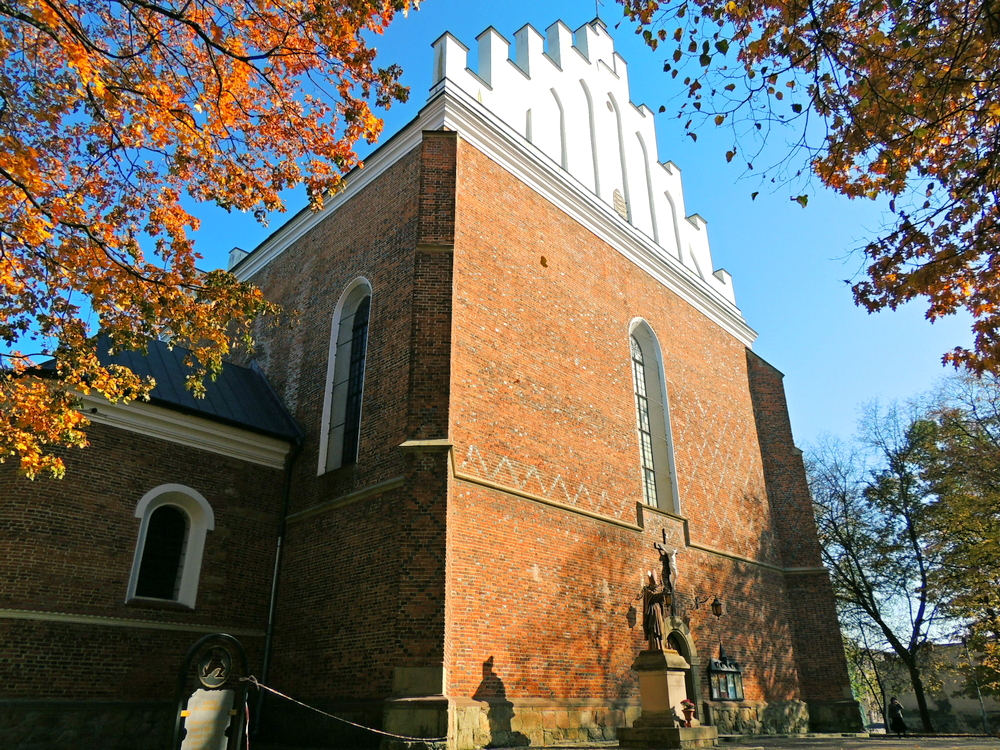
Главный фасад

В 1392 году Ягайло на территории замка заложил латинский костёл. Он был достроен и освящён в 1511 году. В архитектурном решении налицо признаки готического стиля. В XVIII в. к зданию пристроена часовня.
Витражи выполнены в XIX в. по рисункам таких крупных мастеров, как Ян Матейко, Станислав Выспяньський и Юзеф Мегоффер.
Возле костёла находится оборонительная башня 1551 года постройки, позднее перестроенная в колокольню, к которой в XIX веке был надстроен третий ярус с арочными окнами.